# Nalocryptus longicaudatus
Nalocryptus longicaudatus là một loài chân đều trong họ Cryptoniscoidea incertae sedis. Loài này được Schultz miêu tả khoa học năm 1977.